# 17 ottobre
Il 17 ottobre è il 290º giorno del calendario gregoriano (il 291º negli anni bisestili). Mancano 75 giorni alla fine dell'anno.

## Eventi
- 589 – Secondo la tradizione, l'Adige rompe alla Cucca e causa lo sconvolgimento idrografico che dà al basso Veneto l'aspetto che grossomodo ha tutt'oggi
- 743 – Reconquista: vittoria cruciale di Carlo Martello nella battaglia di Poitiers, definitivamente scongiurata l'avanzata di Al-Andalus a nord dei Pirenei
- 1171 – Enrico II, il re "normanno" d'Inghilterra, sbarca a Crook (presso Waterford) in Irlanda
- 1346 – Re Davide II di Scozia viene catturato da re Edoardo III d'Inghilterra a Calais
- 1662 – Carlo II d'Inghilterra vende Dunkerque alla Francia per 40.000 sterline
- 1777 – Truppe americane sconfiggono i britannici nella battaglia di Saratoga
- 1781 – Il generale Charles Cornwallis perde la battaglia di Yorktown
- 1797 – Trattato di Campoformio (Campoformido) tra Napoleone e l'Austria
- 1800 – L'Inghilterra prende il controllo della colonia olandese di Curaçao
- 1849 – Muore alle due del mattino a Parigi il compositore Fryderyk Chopin
- 1860 – Prima edizione del The Open Championship di golf
- 1888 – Thomas Edison presenta richiesta di brevetto per il fonografo ottico (il primo cinema)
- 1889 – Inizio della guerra dei mille giorni in Colombia
- 1912 – Bulgaria, Grecia e Serbia dichiarano guerra all'Impero ottomano, unendosi al Montenegro nella prima guerra balcanica
- 1917 – Prima guerra mondiale: primo bombardamento britannico della Germania
- 1919 – Il re Alfonso XIII di Spagna inaugura il primo tratto della Metropolitana di Madrid
- 1931 – Al Capone viene condannato per evasione fiscale
- 1933 – Albert Einstein scappa dalla Germania nazista e si sposta negli USA
- 1941 – Per la prima volta nel corso della seconda guerra mondiale, un sottomarino tedesco attacca una nave americana
- 1942 - La sera del 17 ottobre 1942 a Poloj, in Croazia, si ha l'ultima carica di cavalleria da parte delle forze armate italiane: il Reggimento "Cavalleggeri di Alessandria" carica un gruppo di partigiani iugoslavi
- 1943 - Viene terminato il collegamento ferroviario tra Ban Pong (Thailandia) e Thanbyuzayat (Birmania), voluto dal comando dell'Esercito giapponese d'invasione del Sud-est asiatico
- 1945 – Una manifestazione popolare, richiamerà al governo di fatto di Farrell , la liberazione di Juan Domingo Perón e la chiamata a elezioni democratiche nell'Argentina
- 1956 - Viene disputata la partita del secolo tra Bobby Fischer e Donald Byrne
- 1958 – Inizia la costruzione del sottomarino nucleare sovietico K-19
- 1961
  - 200 dimostranti algerini vengono massacrati dalla polizia di Parigi
  - Viene varato il sommergibile sovietico K-19
- 1966 – Lesotho e Botswana entrano a far parte all'ONU.
- 1967 – Muore Pu Yi, ultimo imperatore cinese
- 1970
  - Anwar al-Sadat diventa presidente dell'Egitto
  - Il vice-premier del Québec, e ministro del lavoro del Canada Pierre Laporte, viene ucciso da membri del gruppo terroristico Fronte di Liberazione del Québec (FLQ)
- 1973 – I paesi dell'OPEC iniziano un embargo del petrolio contro alcune nazioni occidentali ritenute responsabili di aver aiutato Israele nella sua guerra del Kippur contro la Siria
- 1977 – Autunno tedesco: quattro giorni dopo il dirottamento, il volo 181 della Lufthansa atterra a Mogadiscio, Somalia, dove una commando di GSG-9 libera tutti gli ostaggi rimasti a bordo
- 1989 – Il terremoto di Loma Prieta (magnitudo 7,1) colpisce l'area della Baia di San Francisco
- 1990 – Nasce l'Internet Movie Database
- 1994
  - Trattato di pace tra il governo dell'Angola e i ribelli dell'UNITA
  - Viene presentata una bozza di trattato di pace tra Israele e Giordania
- 2001 – A Gerusalemme, il ministro israeliano Rehavam Ze'evi viene assassinato da una squadra di militanti del FPLP
- 2011 – La cometa Elenin transita molto vicino alla Terra

## Nati
Ci sono circa 1 060 voci su persone nate il 17 ottobre; vedi la pagina Nati il 17 ottobre per un elenco descrittivo o la categoria Nati il 17 ottobre per un indice alfabetico.

## Morti
Ci sono circa 490 voci su persone morte il 17 ottobre; vedi la pagina Morti il 17 ottobre per un elenco descrittivo o la categoria Morti il 17 ottobre per un indice alfabetico.

## Feste e ricorrenze

### Civili
Internazionali:
- ONU – Giornata mondiale del rifiuto della miseria

Nazionali:
- Haiti – Morte di Jean-Jacques Dessalines (festa di Stato)
- Stati Uniti – Giorno della poesia nera

### Religiose
Cristianesimo:
- Sant'Ignazio di Antiochia, vescovo e martire
- Sant'Anstrude di Laon, badessa
- Santi Catervo di Tolentino, Severina e Basso, martiri
- San Dulcedio, vescovo
- Santi Etelberto ed Etelredo, principi del Kent, martiri
- San Fiorenzo di Orange, vescovo
- San Giovanni eremita
- Sant'Isidoro Gagelin, sacerdote e martire
- Santi martiri volitani
- Sant'Osea, profeta
- San Riccardo Gwyn, martire
- Santi Rufo e Zosimo, martiri
- Beato Baldassarre Ravaschieri, sacerdote francescano
- Beato Battista de Bonafede, mercedario
- Beato Contardo Ferrini, giurista
- Beato Domenico Navarro, mercedario
- Beato Fedele Fuidio Rodríguez, marianista, martire
- Beato Giacomo Burin, sacerdote e martire
- Beato Gilberto di Citeaux, abate
- Beato Giovanni de Zamora, mercedario
- Beate Maria Luisa Giuseppa Vanot (Maria Natalia di San Ludovico) e compagne, martiri
- Beato Perfecto Carrascosa Santos, sacerdote francescano, martire
- Beato Pietro Casani (Pietro della Natività di Maria), scolopio
- Beato Raimondo Stefano Bou Pascual, sacerdote e martire
- Beata Tarsila Cordoba Belda, vedova, martire

Religione romana antica e moderna:
- Ludi per Giove Liberatore, quarto giorno